# Alain de Bruc
Alain de Bruc (? - 1285), est un prélat breton, évêque de Tréguier.

## Biographie

### Ses origines
Gustave Chaix d'Est-Ange rapporte que Bernard Chérin a écrit qu'en Bretagne il y eut plusieurs terres du nom Bruc qui ont pu donner leur nom à leurs différents possesseurs et que les preuves de la famille de Bruc actuelle ne remontent qu'à l'année 1439 (rapport Chérin) ou vers 1500 (note d'Hozier).

### Sa vie religieuse
Évêque de Tréguier jusqu'en 1285, il nomme Yves Hélory de Kermartin official de Tréguier, l'ordonne prêtre et lui confie successivement les paroisses de Trédrez et de Louannec.

## Sources
- Prosper Jean Levot, Biographie bretonne, 1852